# Dicranomyia alfaroi
Dicranomyia alfaroi là một loài ruồi trong họ Limoniidae. Chúng phân bố ở vùng Tân nhiệt đới.